# Zieglertal (Pfälzerwald)
Das Zieglertal – alternativ Ziegler Tal geschrieben – ist ein Tal im Pfälzerwald.

## Lage
Das Tal liegt innerhalb der Frankenweide. Die Ostseite gehört zur Ortsgemeinde Wilgartswiesen, die nördliche Westseite zu Merzalben und die südliche Westseite zu Münchweiler an der Rodalb. Nächstgelegener Wohnplatz ist der Wieslauterhof, der sich in einem Seitental befindet.
Es gliedert sich in das obere und in das untere Zieglertal; die Trennung findet am Südfüß des Wieslautereck statt. Ersteres wird vom Wartenbach durchflossen und letzteres von der Lauter, wo von links der Lembach mündet.
Unweit des südlichen Talendes verläuft die Bahnstrecke Landau–Rohrbach; dort befindet sich der Haltepunkt Hinterweidenthal.

## Natur
Das Tal ist auf gesamter Länge Bestandteil der 2007 geschaffenen Kernzone Quellgebiet der Wieslauter.

## Kultur
Im Zieglertal befinden sich der Ritterstein 38 und 39. Ersterer verweist auf den einstigen Waldbauernhof Vogelshütte, während letzterer auf das einstige Kunzelmannsgut hinweist.

## Wanderwege
Durch das untere Zieglertal führt der mit einem roten Balken markierte Fernwanderweg Donnersberg–Donon.